# Groot-Duitse Rijk

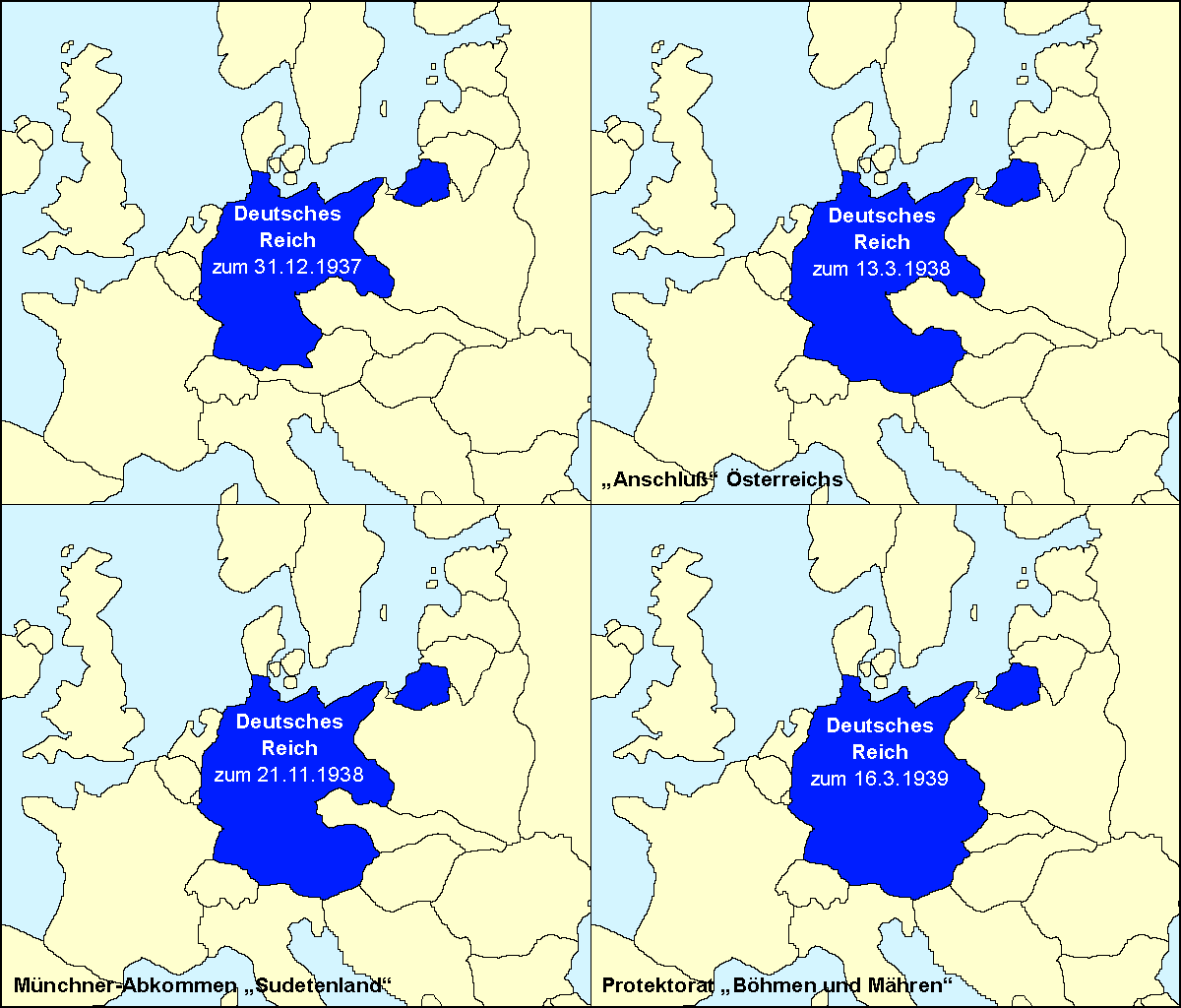
Uitbreiding van het Duitse Rijk 1937-1939

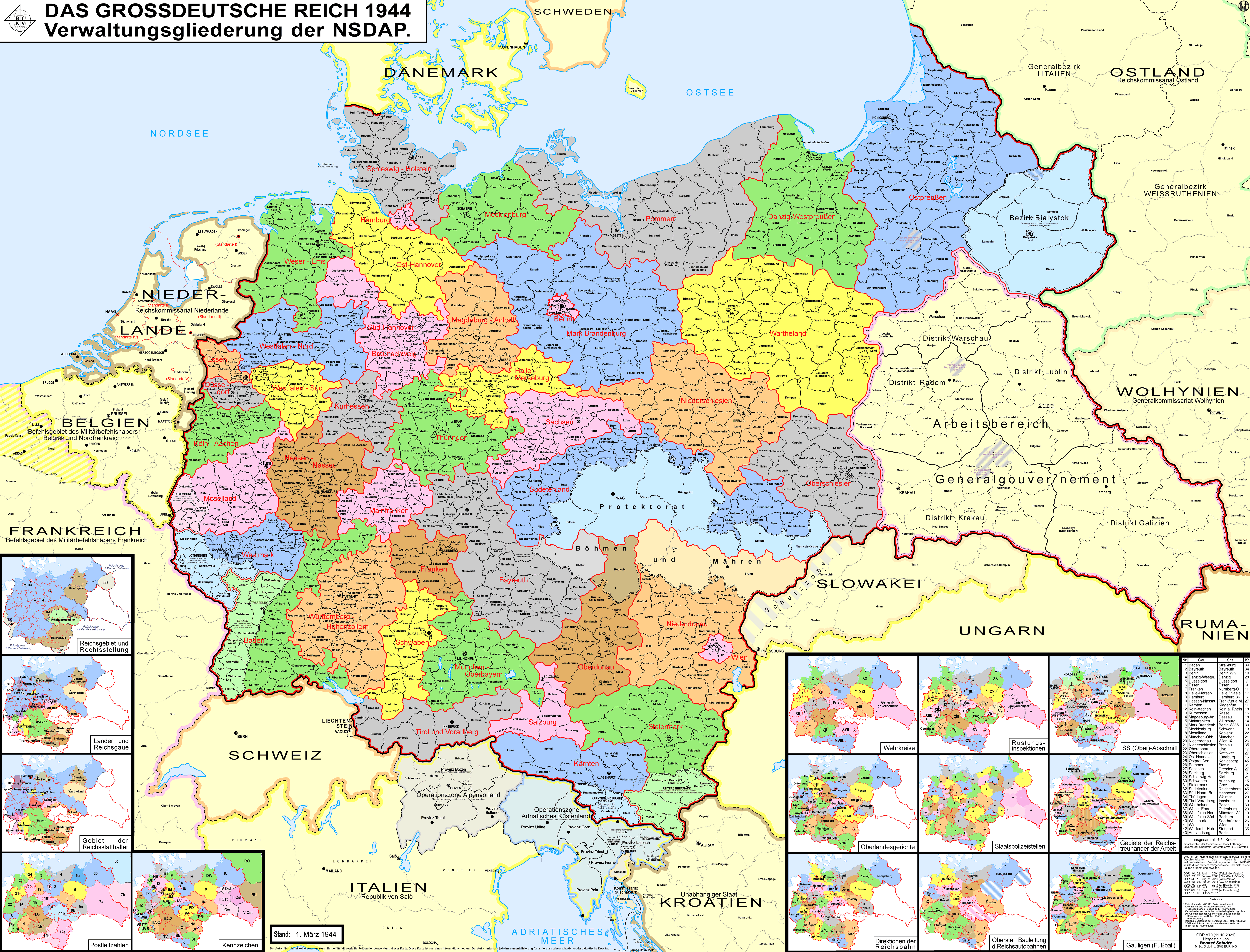
Het Duitse Rijk in 1944

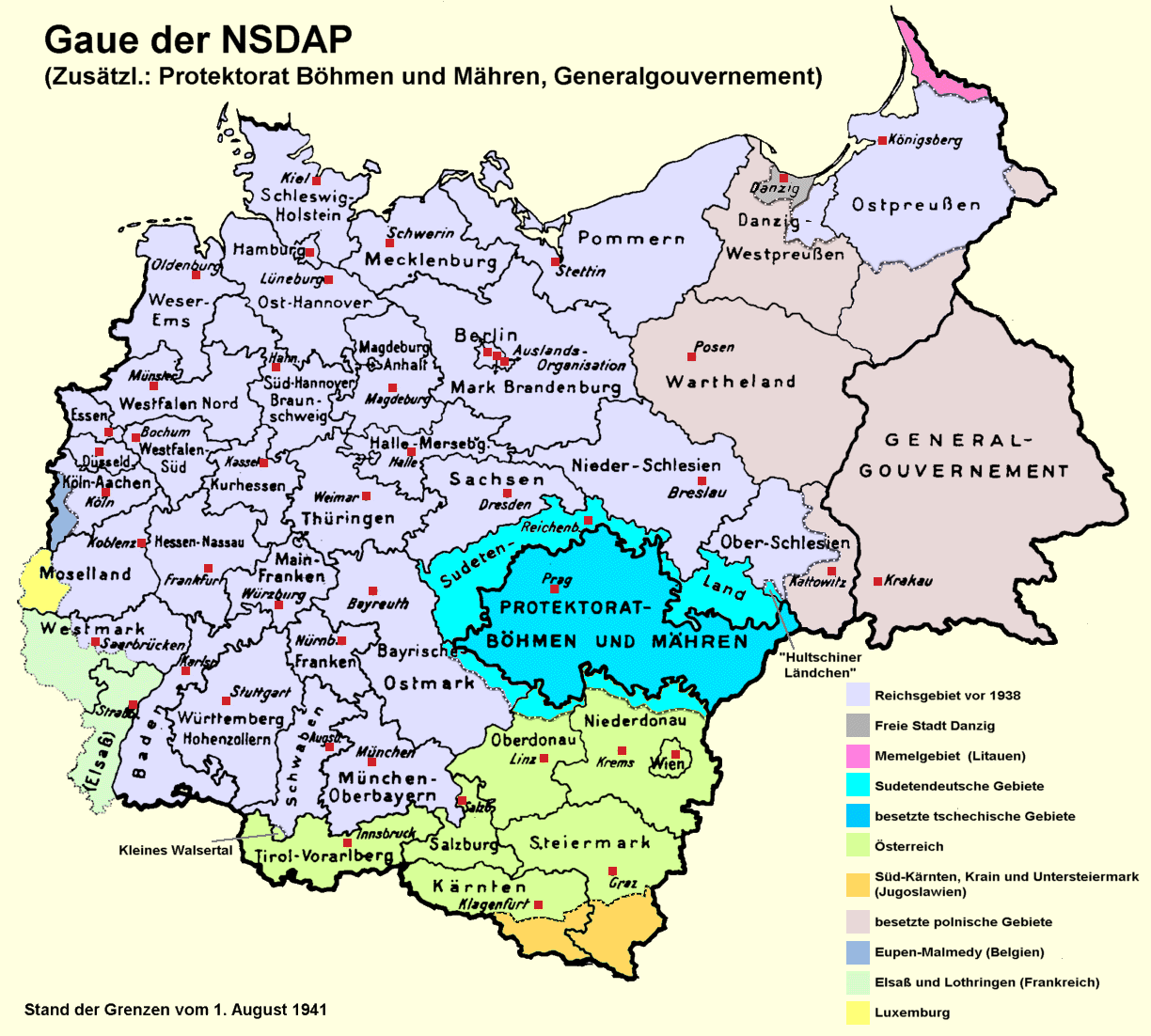
Het Duitse Rijk in 1941 met bestuurlijke indeling

Het Groot-Duitse Rijk (Duits: Großdeutsches Reich) was van 1943 tot 1945 een naam die werd gebruikt voor Duitsland, dat officieel sinds 1871 Duitse Rijk heette. Dit artikel behandelt slechts de terminologische en territoriale aspecten van het Groot-Duitse Rijk. Zie de artikelen nazi-Duitsland, geschiedenis van Duitsland en Tweede Wereldoorlog voor de algemene geschiedenis.

## Term
Volgens een niet-gepubliceerde verordening van de rijksminister en hoofd van de rijkskanselarij Hans Heinrich Lammers heette het Duitse Rijk sinds 26 juni 1943 'Groot-Duitse Rijk'. De term wordt ook voor de periode daarvóór gebruikt om het Duitse Rijk met na 1933 geannexeerde gebieden aan te duiden. De verordening is nooit gepubliceerd en dus niet officieel geworden.
De term Groot-Duitse Rijk verwees naar de historische Groot-Duitse richting, opgekomen in de 19e eeuw onder Duitse nationalisten, die tot doel had alle Duitstaligen in één staat te verenigen. Ook de 20e-eeuwse nazi's wilden dit realiseren getuige hun leus "Heim ins Reich" (terug naar het Rijk). Dit kon bereikt worden op twee manieren. Door alle Duitstaligen in het 'buitenland' te laten verhuizen naar het al bestaande Duitsland. Of men kon het grondgebied van de Duitse staat zo expanderen dat alle Duitstaligen uiteindelijk in deze staat zouden wonen. Adolf Hitler verstond hieronder het laatste: een verdere verschuiving van de bestaande grens van Duitsland, en dan voornamelijk naar het oosten. 

## Territorium
Vóór de oorlog bestond het grondgebied van Duitsland uit de gebieden van de 'Anschluss' te weten Oostenrijk. Aansluitend kwamen hierbij de restanten van Tsjecho-Slowakije, maar zonder Slowakije (sinds 1939 een soevereine staat, dat wil zeggen als Duits vazal). Om te beginnen Sudetenland als nieuwe rijksgouw, dan  Bohemen en Moravië als 'Protektoraat Böhmen und Mähren', ten slotte Teschen, (geannexeerd in 1938 door Polen en in 1939 aan Sudetenland toegevoegd), en de Karpato-Roethenië (in 1939 geannexeerd door Hongarije). Tijdens de oorlog werden er, vanaf 1939, o.a. de gebieden van bezet Polen aan toegevoegd, delen van Oost-België, Luxemburg en Elzas-Lotharingen. Na de inval in Rusland werden ook daarvan gebieden geannexeerd.
Na de 'Endsieg' wilden de nazi's nog veel verder gaan met het vergroten van hun Groot-Duitse Rijk. Door annexatie van de ten oosten van Duitsland gelegen gebieden, met name de Slavische gebieden, en verdrijving van de daar aanwezige niet-Duitse bevolking. Volgens het zogenaamde 'Generalplan Ost' wilden de nazi's geheel Europees Rusland grotendeels ontdoen van de Slavische bevolking (door uitroeiing en deportatie naar Siberië), op een restant na dat als horigen ter beschikking zou komen van koloniserende 'arische' herenboeren, en vervolgens het gebied annexeren als nieuw onderdeel van het Duitse rijk.

### Uitbreiding van Duitsland 1935-1941
- 1935 (1 maart): Teruggave door Frankrijk van het in 1919 geannexeerde Saarland, na een ter zake gehouden referendum onder de Saarlanders.
- 1938 (12/13 maart): Anschluss van Oostenrijk.
- 1938 (21 november): Annexatie van het Sudetenland ten koste van Tsjecho-Slowakije, conform het Verdrag van München.
- 1939 (15/16 maart): Annexatie van de Resttschechei (het restant van het Tsjechische deel van Tsjecho-Slowakije) en omvorming van dit gebied tot het protectoraat Bohemen en Moravië.
- 1939 (23 maart): Onder Duitse dreigementen, de overdracht van het in 1923 door Litouwen geannexeerde Memelland door Litouwen.
- 1939 (26 oktober): Na de bezetting van de westelijke en zuidelijke delen van Polen, de annexatie van het door Polen in 1922 ingenomen Opper-Silezië en de vorming van de rijksgouwen Danzig-West-Pruisen en Wartheland uit Polen en de vrije stad Danzig. Het betrof hier gebieden die voor 1919 tot het Duitse Rijk hadden behoord en in 1919-1922 door het nieuwe Polen waren geannexeerd.
- 1940 (18 mei): Re-annexatie van het tot 1919 Duitse, maar in 1920 door België geannexeerde, Eupen-Malmedy, inclusief het voormalige Neutraal Moresnet.
- 1940 (12 augustus): Na hun bezetting door Duitsland, vorming van de CdZ-gebieden Luxemburg, Elzas en Lotharingen.
- 1941 (14 april): Na de bezetting van Joegoslavië door Duitsland en Italië, de vorming van de CdZ-gebieden zuidelijk Karinthië, Krain en Untersteiermark. Deze gebieden hadden voor 1919 tot Oostenrijk behoord, en waren daarna met elkaar tot de Joegoslavische provincie Slovenië samengevoegd. Krain werd overigens gedeeld met Italië dat de westelijke helft met de hoofdstad Ljubljana kreeg.
- 1941 (1 augustus): Na de Duitse invasie in de Sovjet-Unie, de vorming van het CdZ-gebied Bialystok uit een deel van de Oost-Poolse gebieden die de Sovjet-Unie in 1939 had geannexeerd. Vervolgens werd dit district bij de provincie Oost-Pruisen gevoegd.
- 1941 (1 augustus): Na de Duitse invasie in de Sovjet-Unie, het district Lemberg (Oost-Galicië) sinds 1939 deel van de Sovjet-Unie, werd toegevoegd aan het Gouvernement-Generaal.

### Bestuurlijke indeling
Het Groot-Duitse Rijk bestond uit:
- Het Altreich (Duitsland in de grenzen van 1937), met:
  - De deelstaten Anhalt, Baden, Beieren, Brunswijk, Bremen, Hamburg, Hessen, Lippe, Mecklenburg, Oldenburg, Pruisen, Saarland, Saksen, Schaumburg-Lippe, Thüringen en Württemberg
  - Enige direct geannexeerde gebieden, alle behorend tot de deelstaat Pruisen: het Memelland (toegevoegd aan de provincie Oost-Pruisen), het Regierungsbezirke Zichenau (toegevoegd aan de provincie Oost-Pruisen) en het district Kattowitz (als deel van Opper-Silezië) en de districten Eupen en Malmedy (toegevoegd aan Keulen-Aken
  - Naast deze indeling een onderverdeling in NSDAP-gouwen: Baden, Beierse Oostmark, Berlijn, Düsseldorf, Essen, Franken, Halle-Merseburg, Hamburg, Hessen-Nassau, Keulen-Aken, Keur-Hessen, Maagdenburg-Anhalt, Mainfranken, Mark Brandenburg, Mecklenburg, Moezelland, München-Opper-Beieren, Neder-Silezië, Opper-Silezië, Oost-Hannover, Oost-Pruisen, Pommeren, Saksen, Salzburg, Sleeswijk-Holstein, Zwaben, Zuid-Hannover-Brunswijk, Thüringen, Tirol-Vorarlberg, Weser-Ems, Westfalen-Noord, Westfalen-Zuid, Westmark, Württemberg-Hohenzollern
- De rijksgouwen Sudetenland (de zuidwestelijke districten werden aan Beieren, de zuidelijke aan Neder-Donau  toegevoegd), Danzig-West-Pruisen, Wartheland, Karinthië, Neder-Donau, Opper-Donau, Salzburg, Stiermarken, Tirol-Vorarlberg, Wenen en voor korte tijd Vlaanderen en Wallonië
- Het Protectoraat Bohemen en Moravië, met formeel zelfbestuur maar feitelijk onder militair gezag
- De CdZ-gebieden Zuid-Karinthië en Oberrain, en de Untersteiermark, die werden toegevoegd aan de  rijksgouwen Karinthië (Kärnten) en Stiermarken (Steiermark), het Bezirk Bialystok dat werd toegevoegd aan de provincie Oost-Pruisen. Luxemburg, Elzas-Lotharingen, niet formeel geannexeerd, maar de facto wel als deel van het Rijk behandeld
- Het Gouvernement-Generaal (Restpolen), met een onduidelijke juridische status, niet formeel ingelijfd maar wel onder SS-bestuur